# Lahden Reipas
Il Lahden Reipas, nota anche come Reipas Lahti, è stata una società calcistica finlandese con sede a Lahti. Ha vinto tre volte il campionato finlandese e sette volte la Suomen Cup, partecipando più volte alle competizioni europee. Nel 1996 si è fuso con il FC Kuusysi per dar vita al Football Club Lahti.

## Storia
La società fu fondata a Viipuri nel 1891 come Viipurin Reipas. Negli anni dieci e venti del XX secolo il Viipurin Reipas disputò per cinque volta la finale per l'assegnazione del titolo, senza però riuscire a vincerlo. Nel 1939 partecipò per la prima volta alla Mestaruussarja sotto forma di campionato. Nel 1940 al termine della guerra russo-finlandese, Viipuri passò sotto il controllo dell'Unione Sovietica e nel 1945 la società venne trasferita a Lahti mantenendo la propria denominazione. Negli anni successivi rimase nelle serie inferiori, tornando in massima serie per la stagione 1961, conclusasi con il quinto posto.
Nel 1962 cambiò denominazione in Lahden Reipas e concluse il campionato al secondo posto. Nel 1963 conquistò il primo titolo della sua storia, chiudendo al primo posto con un solo punto di vantaggio sull'Haka Valkeakoski. La vittoria del campionato gli consentì di disputare la Coppa dei Campioni per la prima volta nell'edizione 1964-1965, venendo eliminato al primo turno dai norvegesi del Lyn Oslo. Il 1964 fu l'anno della vittoria della prima Suomen Cup, conquistando battendo in finale per 1-0 il LaPa, dopo che l'anno precedente aveva perso la finale contro l'Haka Valkeakoski con lo stesso risultato. Nel 1967 il Reipas vinse la Mestaruussarja per la seconda volta e nella Coppa dei Campioni 1968-1969 ottenne il suo miglior risultato in campo europeo raggiungendo gli ottavi di finale: dopo aver superato il Floriana al primo turno, venne eliminato dai cecoslovacchi dello Spartak Trnava con un pesante 16-2 complessivo. Nel 1970 giunse la vittoria del campionato per la terza volta. Nel 1972 il Reipas vinse la prima di cinque Suomen Cup consecutive, che gli consentirono di accedere alla Coppa delle Coppe per cinque edizioni di seguito. In Coppa delle Coppe ottenne la sua miglior prestazione nell'edizione 1974-1975 con il raggiungimento degli ottavi di finale, da cui fu eliminato dagli svedesi del Malmö FF. Nel 1978 vinse la sua settima Suomen Cup e nel 1980 venne retrocesso dalla Mestaruussarja alla I divisioona. Nel decennio successivo si alternò tra la prima e la seconda serie.
Nel 1990 fu una delle dodici squadre che disputò il primo campionato di Veikkausliiga, concluso al quinto posto. Nella stagione successiva il Reipas iniziò ad avere dei problemi finanziari e chiuse il campionato all'ultimo posto, retrocedendo in I divisioona. L'unico aspetto positivo fu la vittoria nella sfida cittadina al Kuusysi, campione in quello stesso anno. D'altro canto conquistò solo 8 punti su 33 giornate di campionato e subì anche la sconfitta record di 11-0 dal RoPS. Un'ulteriore retrocessione portò l'anno dopo il Reipas in II divisioona, serie nella quale rimase un solo anno, rientrando prontamente in Ykkönen. Nel 1995 con la retrocessione del Kuusysi in seconda serie si decise per la fusione delle due squadre a dar vita al Football Club Lahti. Il Lahden Reipas continuò la sua attività a livello giovanile.

## Palmarès

### Competizioni nazionali
- Campionato finlandese: 3

1963, 1967, 1970
- Suomen Cup: 7

1964, 1972, 1973, 1974, 1975, 1976, 1978
- Ykkönen: 2

1982, 1986

### Altri piazzamenti
- Campionato finlandese:

Secondo posto: 1910, 1918, 1919, 1922, 1927, 1962, 1968, 1974
Terzo posto: 1965, 1972, 1973
- Suomen Cup:

Finalista: 1963, 1967, 1970

## Statistiche e record
Il Reipas condivide coi gallesi del Cardiff City il record di partecipazioni consecutive alla Coppa delle Coppe: 5, dal 1973-1974 al 1977-1978. Inoltre, la sfida ai bulgari del Levski Spartak nella Coppa delle Coppe 1976-1977 rappresenta la sfida col maggior numero di reti complessive segnate in Coppa delle Coppe: 22, date dalla somma del 12-2 dell'andata e del 7-1 del ritorno in favore dei bulgari.